# Häggsjön (Åre socken, Jämtland)
Häggsjön är en sjö i Åre kommun i Jämtland och ingår i Indalsälvens huvudavrinningsområde. Sjön är 36 meter djup, har en yta på 7,94 kvadratkilometer och är belägen 436,1 meter över havet.

## Delavrinningsområde
Häggsjön ingår i det delavrinningsområde (704930-134365) som SMHI kallar för Utloppet av Häggsjön. Medelhöjden är 488 meter över havet och ytan är 29,61 kvadratkilometer. Räknas de 16 avrinningsområdena uppströms in blir den ackumulerade arean 127,77 kvadratkilometer. Mellanån (Sågån) som avvattnar avrinningsområdet har biflödesordning 3, vilket innebär att vattnet flödar genom totalt 3 vattendrag innan det når havet efter 344 kilometer. Avrinningsområdet består mestadels av skog (60 procent). Avrinningsområdet har 8,23 kvadratkilometer vattenytor vilket ger det en sjöprocent på 27,8 procent.